# Мінога каспійська
Мінога каспійська (Caspiomyzon wagneri) — єдиний вид роду Caspiomyzon родини Міногових (Petromyzontidae).

## Опис
Це прохідний вид, утворює дві форми — велику, завдовжки 30-45 см, максимум до 55 см, і дрібну — довжиною 19-31 см. На верхньощелепній пластиці дорослої риби тільки 1 невеликий округлий зуб, на нижньощелеповій — 5 тупих зуба. Другий спинний плавець відділений від першого невеликим проміжком. Забарвлення однотонне, сіре.

## Спосіб життя
Доросла мінога присмоктується до каспійської Кумжа під час її ходу в річки.
Розмножується на дрібних місцях зі швидкою течією і піщано-гравійним ґрунтом. Плодючість від 14 — 60 тисяч ікринок, розміром 0,6-1,0 мм. Личинки вилуплюються на 8-10 день після запліднення, через 3-5 днів залишають гніздо і розносяться течією по кормових місцях. Піскорийки (личинки) мешкають в поверхневому шарі дна, живляться водоростями. Фаза личинкова триває 2-4 роки.

## Розповсюдження
Поширений у морських, прісних і солонуватих водах басейну Каспійського моря.